# Dødsstraalen
Dødsstraalen (originaltitel Laughing at Danger) er en amerikansk stumfilm fra 1924 af James W. Horne.

## Medvirkende
- Richard Talmadge som Alan Remington
- Joseph W. Girard som Cyrus Remington
- Joseph Harrington som Leo Hollister
- Eva Novak som Carolyn Hollister
- Stanhope Wheatcroft som Darwin Kershaw
- Bull Montana som Murphy